# Dactylolabis (Dactylolabis) jonica
Dactylolabis (Dactylolabis) jonica is een tweevleugelige uit de familie steltmuggen (Limoniidae). De soort komt voor in het Palearctisch gebied.